# Клан Глас

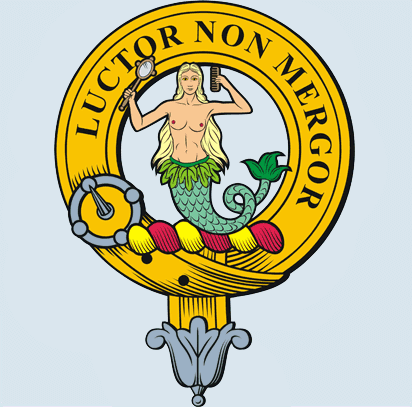
Нашоломник клану Глас

Клан Глас (шотл. гел. Glas) — один з кланів гірської Шотландії (Гайленд). Вони ж: Дунмаглас (шотл. гельск. — Dunmaglas), Дун Мак Глайс (шотл. гельк. — Dun Mac Glais) — у перекладі «Фортеця Синів Глас (Сірих)». Нині клан Глас не має свого вождя, тому називається в Шотландії "кланом зброєносців". 
Гасло клану: Luctor Non Mergor - "Борюся, але не обтяжений цим" 
Назва клану виникла від гельського слова Glas, що означає «сірий». Прізвище Глас зустрічається в багатьох давніх шотландських та ірландських рукописах. Вперше ім'я Глас зустрічається в ірландських легендах в яких розповідається про короля на ймення Еохайд Фабер Глас — Еохайд Сіра Сокира який нібито правив у 1115—1095 роках до н. е. згідно «Історії Ірландії» Джеффрі Кітінга.
Гласи з Аскогу, що в Б'ют були одними з місцевих сімейств баронів з XV століття. Олександер Глас був володарем земель Лангілкулрейх (шотл. гельск. — Langilculcreich), що в Б'ют. Дональд Глас жив в Дінгвалл (шотл. — Dingwall). 15 осіб з клану Глас записані в реєстрі Данблейн (шотл. — Dunblane) з XV по XVIII століття. Відомий також Джон Глас, що був різником в Елгін в 1674 році. Відомий в історії й Джон Глас — міністр Тілінг, засновник релігійної секти, що знана як «гласити» або «сандеманіани», які виступали як релігійна опизиція проти шотландської церкви. Зокрема він вважав, що панівний в тодішньому релігійному житті індивідуалізм є неповагою до церкви. Його погляди були опубліковані та дискутувалися.